# Filosofia contemporânea

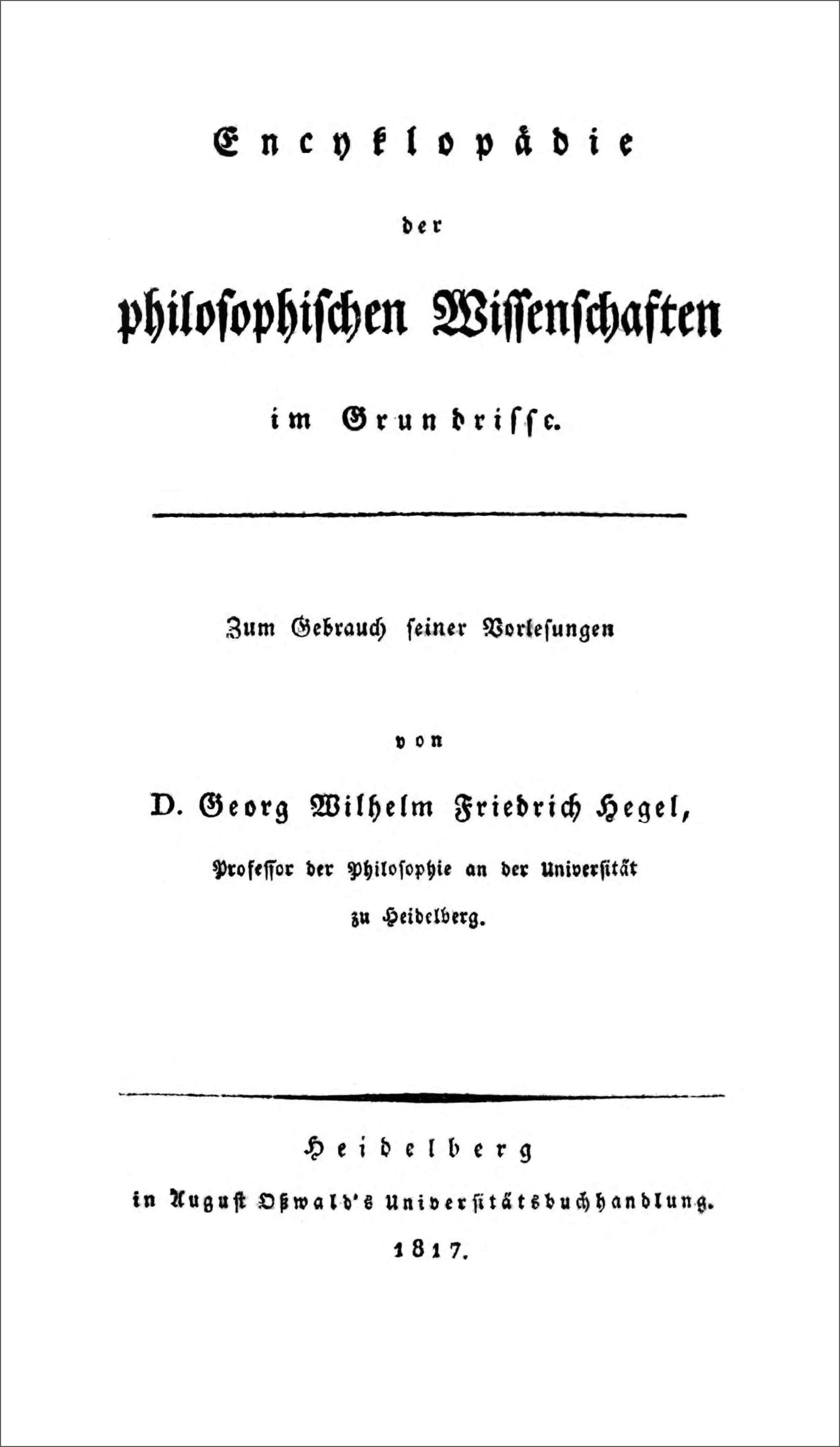
Enciclopédia das ciências filosóficas de Georg Wilhelm Friedrich Hegel.

A filosofia contemporânea é um período da história da filosofia que se segue à filosofia moderna, seu momento de transição e origem costuma ser localizada ao longo do século XIX, na repercussão e reação do idealismo alemão e na diversidade de movimentos filosóficos que se seguiram. A contemporaneidade é um período de complexos e variados desenvolvimentos, em que a proliferação de elaborações filosóficas dificulta a criação de uma caracterização global, sobre o qual as esquematizações ensaiadas resultam frequentemente incompletas e parciais. Sua vigência atual complica ainda mais a possibilidade de descrições gerais, dado que enquanto período permanece em aberto e inconcluso.
Ainda assim, é possível afirmar que uma característica marcante da filosofia contemporânea é a radicalidade de seus questionamentos, desacordos e proposições, que vão ao limite de colocar em dúvida sua própria viabilidade e necessidade, como também as categorias básicas de sua história. Distancia-se, além do mais, dos programas anteriores de construção de sistemas filosóficos, fragmentando-se e multiplicando ainda mais seus focos de problemas, e sucendendo umas às outras as tendências filosóficas, com intensa rapidez. O declínio da ambição racionalista que culminou no idealismo alemão testemunha sua ruptura com os projetos especulativos e totalizantes que a precederam, em razão da qual adota modos mais localizados de investigação e crítica, circunscrevendo-se à domínios como a análise da linguagem, a crítica da ciência, e o estudo da experiência fenomenológica, entre muitos outros.